# Куруч-Каран
Куру́ч-Кара́н (рос. Куруч-Каран, башк. Ҡорос-Ҡаран) — село у складі Бакалинського району Башкортостану, Росія. Входить до складу Старокуручевської сільської ради.
Населення — 42 особи (2010; 76 у 2002).
Національний склад:
- татари — 91 %